# H2S (radar)
De H2S-radar werd door de Britten gebruikt tijdens de Tweede Wereldoorlog in de RAF-bommenwerpers om tijdens nachtvluchten of slechte zichtbaarheid de gronddoelen te identificeren op een elektronische kaart.

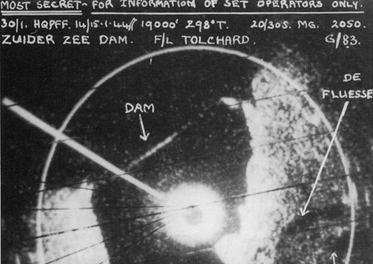
Foto van de Zuiderzee als gezien op en H2S radarscherm

## Voorgeschiedenis
Na de Slag om Engeland verhoogde de RAF-afdeling van de Bommenwerpers (Bomber Command) het aantal nachtvluchten naar Duits grondgebied. Het was de bedoeling om via grootschalige bombardementen de Duitse industriële wapenproductie te ontwrichten, het moreel van het Duitse volk te ondermijnen en de Duitse Luchtmacht (Luftwaffe) in een defensieve rol te dwingen. Dat laatste is in aanzienlijke mate gelukt. De bombardementen leidden tot een accentverschuiving in Duitse wapenproductie voor de Luftwaffe van offensieve wapens naar defensieve wapens.
Na de verhoging van het aantal nachtvluchten verklaarde Bomber Command dat hun bommenwerpers veel schade aanrichtten en dat de operaties dus succesvol waren. Deze verklaring werd in de zomer van 1940 echter tegengesproken door een onafhankelijke analyse, gebaseerd op verkenningsvluchten die overdag boven de RAF-doelen gehouden werden. Deze toonde aan dat de helft van de bommen in open weiland viel en dat slechts één op de tien het voorgenomen doel raakte. Dit was een probleem voor de RAF, daar op deze manier het strategische doel nooit zou worden bereikt, terwijl wel veel Britse bemanningen hun leven op het spel zetten. Men zocht naar een oplossing.

## De oplossing

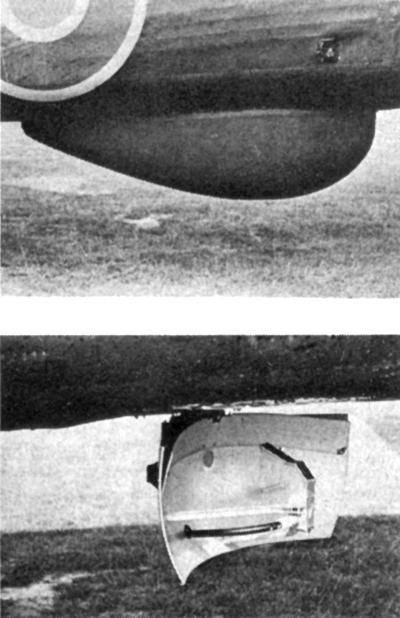
Boven: Een vergroot aanzicht van de H2S-radarkoepel en (beneden) de roterende H2S-antenne op een Handley-Page Halifax bommenwerper

Om een oplossing te vinden voor de onnauwkeurige bombardementen ging men te rade bij de radio-elektronica. De Britten wedijverden hierin met de Duitsers in een technologische ontwikkelingsrace. De Britten ontwikkelden eerst een navigatiesysteem genaamd Gee en daarna de opvolger Oboe navigatiesysteem, doch beide navigatiesystemen waren beperkt in hun kunnen om contact te houden met de radarzender over lange afstanden. Een navigatiesysteem dat in een bommenwerper werd geplaatst kon wel oogcontact houden met een radarzender in Engeland.
Dit laatste was het uitgangspunt voor de theorie van wetenschapper Taffy Bowen, die reeds voor de Tweede Wereldoorlog experimenten had uitgevoerd. Bowen concludeerde dat de radarreflecties een verschillend gedragspatroon vertonen al naargelang het gebied (weiland, stad, dorp, water) waarop ze werden afgestuurd. Elk gebied had zijn eigen radarpatroon. Bowen suggereerde een ontwikkeling van een directieve radar (radar gericht naar een bepaalde richting), doch zijn voorstel verdween in de chaos van de Tweede Wereldoorlog.
Zijn idee werd opnieuw opgevist toen de groep van Philip Dee in maart 1941 een luchtradar van 10 cm / 3 GHz (eigenlijk was de golflengte 9,1 cm) monteerde in een Bristol Blenheim lichte bommenwerper. Deze experimentele luchtradar staat bekend onder de naam AIS (Airborne Interception S-Band). De groep van Dee ontdekte met de AIS-luchtradar dat de radarreflecties een verschillend patroon vertoonden naargelang het terrein. Tijdens de vluchten over kazernes in Salisbury Plains (Engeland) kon de radar gebouwen onderscheiden en op een PPI-scherm visualiseren. In oktober 1941 woonde Dee een vergadering van RAF Bomber Command bij waarin deze kwestie werd besproken. Op 1 november 1941 voerde Dee een experiment uit waarin een AIS-luchtradar opgesteld was in een Bristol Blenheim. Het experiment was bedoeld om vanuit een vliegtuig een gebied op de begane grond te lokaliseren. Tijdens de test werd aangetoond dat de AIS-luchtradar de contouren van een stad kon detecteren vanaf een afstand van 55 kilometer (35 mijl).
De resultaten van deze test imponeerden iedereen en op 1 januari 1942 kreeg een team, onder leiding van Bernard Lovell, de opdracht om een S-band-luchtradar te ontwikkelen die gebaseerd was op de AIS-luchtradar. De naam van deze nieuwe radar was aanvankelijk BN (Blind Navigation) doch werd snel omgezet in H2S. De oorsprong van dit acroniem blijft enigszins geheimzinnig, maar het is aannemelijk dat de naam doelbewust is gekozen als veiligheidsmaatregel tegen de Duitse spionagediensten om zijn ware aard te verhullen. Het was immers cruciaal om een technologische voorsprong te hebben en Duitsland was uitermate geïnteresseerd in de Engelse industriële ontwikkeling.

## De tegenslagen

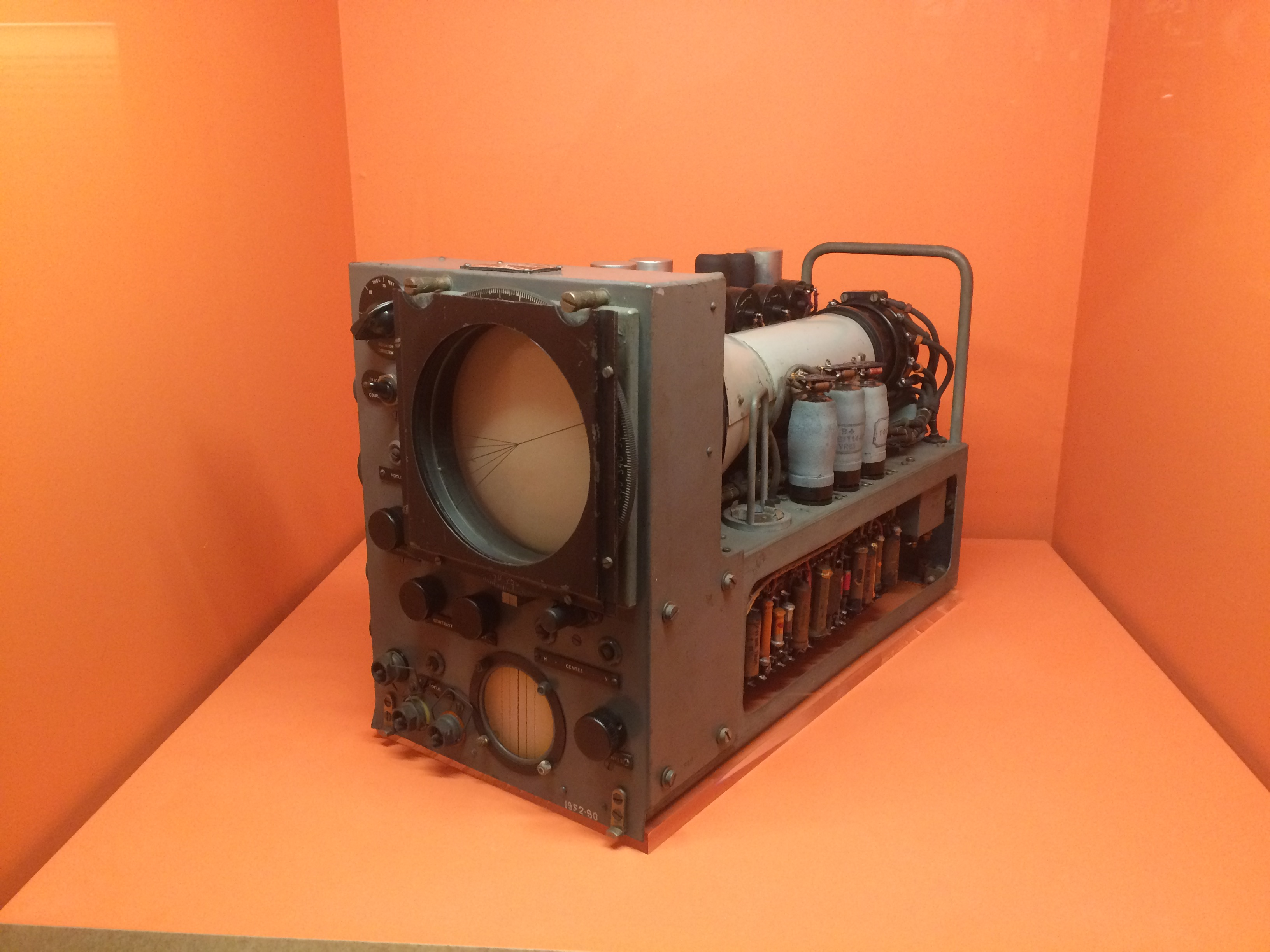
H2S radareenheid te zien in het Science Museum in Londen

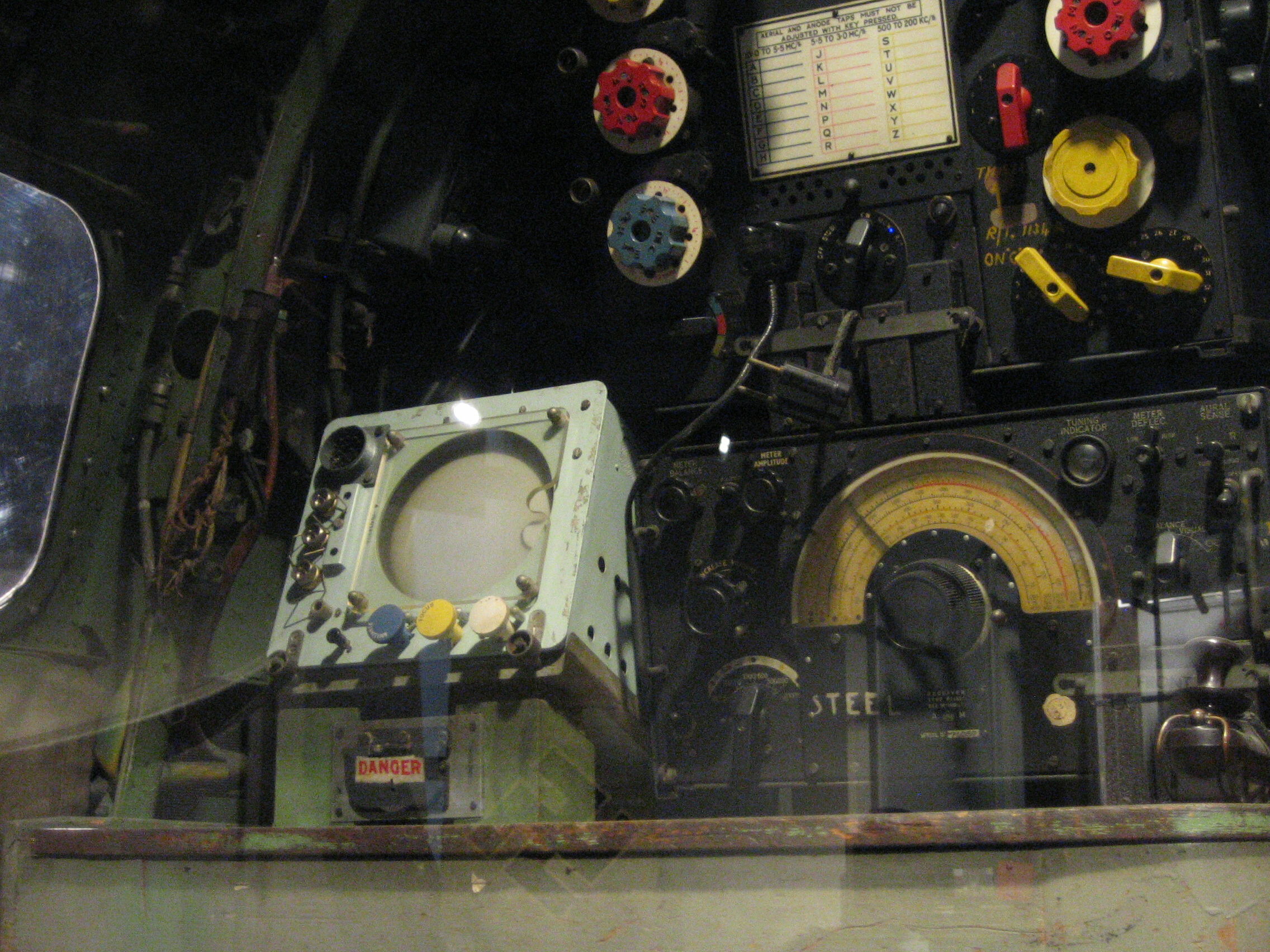
Het scherm

Eind april 1942 werd de eerste experimentele vlucht uitgevoerd met de H2S-luchtradar in een Handley Page Halifax-bommenwerper vanaf de luchthaven van Hurn, Engeland. De H2S-radar zou samen met een roterende antenne worden gemonteerd aan de onderkant van een bommenwerper. De radarreflecties zouden dan op een PPI scherm (zie foto) worden weergegeven in de vorm van een kaart. De testresultaten gaven weer dat aanpassingen vereist waren. De weergave van het gebied onder de bommenwerper was immers sterker in verhouding tot datgene wat vóór het vliegtuig werd gezien. De ingenieurs bedachten een wiskundige oplossing waardoor de radar minder gevoelig was in het gebied onder de bommenwerper en gevoeliger werd in het gebied ervoor. Dit staat bekend als cosecant-squared scanning. Men ontwierp de elektronica zodat het nieuwe wiskundige algoritme werd toegepast op de radarsignalen en men ontwikkelde een nieuwe antenne met een aangepast stralingspatroon waardoor het gebied vóór de antenne gevoeliger werd dan het gebied eronder. De optimalisering van de H2S-luchtradar was de hoogste prioriteit voor de TRE (Telecommunications Research Establishment), de Britse radarorganisatie die in mei 1940 was opgericht bij Swanage aan de kust van Dorset. Lovells team kon beschikken over topwetenschapper Alan Blumlein en andere ingenieurs.
Het project kampte echter met een aantal tegenslagen. Enkele voorbeelden:
- Kort nadat de TRE zich had gevestigd in Swanage, meldde de Britse geheime dienst dat een compagnie Duitse parachutisten zich had gevestigd vlak over het Kanaal bij Cherbourg, Frankrijk. Daar dit op een nakende aanval van de Duitsers tegen de TRE wees, werd deze op 25 mei 1942 in allerijl verhuisd van Swanage naar Malvern College (hun uiteindelijke locatie), ongeveer 160 km (100 mijl) verder naar het noorden.
- Op 7 juni 1942 sloeg het noodlot toe. De Halifax die de H2S testte, stortte neer in Zuid-Wales, waarbij de gehele bemanning omkwam, inclusief hoofdtechnicus Alan Blumlein, en het H2S-prototype vernield werd. Dit verlies was een zware klap voor het project.
- Lord Cherwell, de wetenschapsadviseur van Churchill (ook bekend als Professor Frederick Lindemann) wilde het H2S-ontwerp rond een klystron laten bouwen in plaats van een magnetron die de ingenieurs verkozen (de magnetron kan grote vermogens maken zonder verdere ingewikkelde apparatuur. Bovendien is hij nauwkeuriger en betrouwbaarder). Lord Cherwell wilde vermijden dat het geheim van de magnetron in Duitse handen zou vallen. Hij dacht dat een klystron makkelijker te vernietigen was in geval van nood. Het H2S-ontwerpteam geloofde niet in het klystron. Diens uitgangsvermogen was vergeleken met de magnetron veel kleiner. Ze lieten een H2S-type bouwen met een klystron en toonden aan dat het uitgangsvermogen 20 tot 30 maal zo klein was als van een magnetronsysteem. De H2S-ingenieurs zeiden dat in geval de Duitsers de magnetron zouden ontdekken, ze nog twee jaar nodig zouden hebben om een centimeterradar te ontwikkelen of dat het best mogelijk was dat ze reeds werkten aan zulke technologie. Hun eerste veronderstelling bleek juist. Tijdens een Duitse conferentie met Hitler, zijn topmilitairen en enkele onderzoekers werd geconcludeerd dat radar tot 800 MHz voldoende was en men betwijfelde of frequenties boven 1 GHz door de atmosfeer konden propageren.

## De eindsprint
Winston Churchill hield op 3 juli 1942 een vergadering met RAF Bomber Command en de H2S-groep. Tijdens deze vergadering vroeg Churchill aan de radarontwerpers om 200 stuks H2S-luchtradars te leveren tegen 15 oktober 1942 (Bomber Command have to have H2S). Het H2S-ontwerpteam werd met deze eis onder sterke druk geplaatst doch ze kregen voorrang op alle middelen die nodig waren. Deze situatie was ook een uitstekend argument voor de H2S-ingenieurs naar Lord Cherwell toe om hem te overtuigen het op de klystron gebaseerde H2S-programma definitief af te blazen. Ondanks de buitengewone inspanningen van TRE, was het toch niet mogelijk om het einddoel te behalen. Op 1 januari 1943 werden twaalf Short Stirlings en twaalf Handley Page Halifax bommenwerpers uitgerust met een H2S-luchtradar.
In de nacht van 30 januari 1943 vertrokken dertien vliegtuigen van de RAF Pathfinder-squadrons (elite-eenheden binnen RAF Bomber Command) richting Hamburg, vóór de grote stroom bommenwerpers, om Hamburg te markeren met lichtkogels. Deze lichtkogels waren de herkenningspunten voor de bommenwerpers om hun bommen af te gooien. In die nacht moesten zeven Pathfinders onverwijld terugkeren doch zes andere konden Hamburg correct markeren zodat de stad bestookt werd door honderden bommenwerpers. De Duitsers waren op dat ogenblik niet op de hoogte van de Britse H2S-luchtradar, doch op 2 februari 1943 werd een Pathfinder met een H2S-luchtradar boven Nederland neergeschoten nabij Hardinxveld-Giessendam. De Duitsers waren slim genoeg om het wrak te onderzoeken en vonden daarbij de overblijfselen van de H2S-radar met serienummer 6, waarna de Duitsers een werkgroep startten en verscheidene maatregelen troffen om de Britten in deze technologie bij te benen.
RAF Bomber Command gebruikte de H2S-luchtradar op grote schaal vanaf de zomer van 1943. In de nacht van 24 juli 1943 begon de RAF met Operatie Gomorrah, een grootschalige en systematische aanval op Hamburg. Met het doel gemarkeerd door de Pathfinders met de H2S-radar, bombardeerden de RAF-bommenwerpers de stad met brandbommen en zware bommen. De RAF keerde terug in de nachten van 25 juli en 27 juli, terwijl de Amerikaanse luchtmacht USAAF de stad overdag bombardeerde tussen de drie nachtaanvallen. Grote delen van Hamburg werden met de grond gelijkgemaakt. Enkele tienduizenden mensen, meest burgers, werden gedood en meer dan een miljoen mensen sloeg op de vlucht.
In november 1943 installeerden de Duitsers de Naxos-radardetector in hun jachtvliegtuigen waarmee ze de H2S-luchtradar konden detecteren. Met behulp van deze Naxos-radardetector dienden de Duitsers de Britten aanzienlijke verliezen toe. Nadat de Britse inlichtingendienst bevestigingen kreeg over het Naxosproject schreef ze een rapport waarna de navigators van de geallieerde bommenwerpers de opdracht kregen om hun H2S-radar pas in te schakelen wanneer ze dicht bij hun doel waren.
De H2S-radar was een cruciaal systeem voor het slagen van de RAF-strategie om Duitsland in het defensief te duwen en was een basis voor verdere lucht-grondradartechnologie.